# Российские заключённые во вторжении на Украину
Участие российских заключённых во вторжении на Украину началось в июне 2022 года. По утверждениям СМИ, с этого времени во многих колониях России проходила вербовка заключённых, после чего их отправляли на войну с Украиной. Сначала ей занимался глава ЧВК «Вагнер» Евгений Пригожин, а с февраля 2023 года уже исключительно военные. Условия, на которых сначала Пригожин, а потом представители Минобороны вербовали зэков на войну, были одинаковыми: помилование президента, шесть месяцев штурмовиком на передовой, потом возвращение домой. Как заявлял Евгений Пригожин, на фронт по этой схеме отправились почти 50 тысяч человек, схожие цифры называли правозащитники и журналисты, исследовавшие данные ФСИН. Тысячи заключённых погибли, но некоторые — в том числе осуждённые за тяжкие насильственные преступления — действительно вернулись домой. С сентября 2023 года вместо помилования заключённые стали получать лишь условное освобождение, оставаясь на войне до её конца.
Бывшие заключённые, вернувшись в Россию, снова совершали преступления, убивали чаще, чем остальные военные, вернувшиеся с фронта, и чаще убивали женщин.

## Предыстория
Вскоре после начала вторжения России на Украину, с конца февраля 2022 года российская ЧВК «Вагнер» начала широкий набор бойцов для участия в войне с Украиной. При этом в ряды наёмников начали принимать даже тех, с кем ранее группа Вагнера контракт бы не подписала. По словам собеседников Русской службы Би-би-си, группа Вагнера начала набирать «всех подряд», собирая «погань» и «всякий сброд», а сформированные из такого контингента отряды сами вагнеровцы стали называть «штрафбатами». При этом основу группировки ЧВК «Вагнер» из наиболее опытных бойцов его руководство пыталось сохранить для операций в других странах, прежде всего в Африке.
В 2022 году журналисты отмечали, что официально «ЧВК Вагнера» не существовало, в российском законодательстве отсутствовало понятие «частной военной компании», а деятельность этой организации формально подпадает под статью УК РФ «наёмничество». В мае 2022 года глава российского МИД Сергей Лавров заявлял, что «ЧВК Вагнера» не связана с российскими властями и не воюет на Украине.
В апреле 2022 года источники российского издания «Коммерсантъ» утверждали, что администрации ФСИН начали поступать множественные заявления от заключённых с просьбой дать им возможность «кровью смыть вину». Однако, по словам собеседников «Коммерсанта», «зэки, стремящиеся под любым предлогом выйти на свободу, в спецоперации не нужны», исключением могли быть только осуждённые за бытовые преступления бойцы элитных отрядов спецназа, с которыми «условия досрочного освобождения обсуждаются приватно и индивидуально».

## Вербовка

### ЧВК «Вагнер» (Проект «К»)
Согласно данным СМИ, при вербовке в группу Вагнера предпочтение отдавалось заключённым, склонным к насилию и осуждённым по тяжёлым статьям УК, таким как «убийство», «грабеж», «разбой», «нанесение тяжких телесных повреждений», а также рецидивистам. К примеру, один из завербованных заключённых имел 23 года лишения свободы, из которых он отсидел десять лет. Согласно сведениям журналистов, изначально у вербовщиков были жёсткие ограничения на приём лиц, осуждённых за сексуальные преступления и по делам, связанным с наркотиками, однако в дальнейшем эти условия были смягчены. Также не агитировали вступать в ЧВК Вагнера лиц, осужденных за терроризм.
Основатель ЧВК Вагнер Евгений Пригожин лично посещал ряд российских колоний для вербовки заключённых в свою ЧВК для участия в войне с Украиной. Вместе с Пригожиным колонии посещал и командир «ЧВК Вагнер» Дмитрий Уткин.
В сентябре 2022 года соратники Алексея Навального на канале Популярная политика опубликовали видео, на котором Пригожин вербовал заключённых в одной из колоний РФ. На видео, снятом в одной из колоний республики Марий Эл, Пригожин говорил, что «война тяжёлая. На всякие там чеченские и так далее близко не похожая», и обещал заключённым свободу и помилование после полугода «службы». По словам заключённых, в другом своём обращении, не попавшем на видео, Пригожин говорил: «то, что было в Сталинграде, — цветочки, в Украине все намного серьёзнее», назвав происходящее Третьей мировой войной. Также они утверждали, что когда заключённые спросили Пригожина, что будет с ними, если война закончится раньше, чем истекут их полгода «службы», то он ответил, что война растянется на несколько лет, и они могут не переживать. По их словам, Пригожин также говорил, что не боится ядерной войны, а насчёт гипотетического взрыва АЭС он ответил: «ну взорвется и взорвется, тогда у русских будет по два хуя, а у украинцев по две жопы». Говорил, что с украинскими военнопленными, если те попадут в плен, можно «делать что угодно»: «хотите берите в плен, хотите нет, пытайте, издевайтесь, хоть горло перерезайте».
Главы фонда «Русь Сидящая» Ольга Романова отмечала, что сам Пригожин имел в прошлом уголовную судимость, поэтому он разговаривает с заключёнными «на их языке». Также она отмечала, что обычно Пригожин прилетал с визитом в колонии на частном вертолёте, появлялся со звездой Героя России и демонстрировал заключённым свою власть над тюремщиками, которые были вынуждены подчиняться главе ЧВК Вагнер. По мнению Романовой, это всё должно было дать понять осужденным, что «приехало очень большое начальство». Романова говорила, что Пригожин хотел донести до заключённых мысль: «вы отсюда выйдете только в деревянном ящике. А мы вам предлагаем деньги, славу, помилование, смыть кровь за преступления, деньги, свидания с родными. Жизнь начнется сначала. Вы — солдаты удачи!»; а уже после этого шёл «набор слов» про «фашистов, Украину, Бандеру и восемь лет убийств детей Донбасса». Причём, по её мнению, «на пропаганду заключённые не ведутся».
Вербовщики ЧВК «Вагнер» обещали заключённым ежемесячную зарплату в 200 тысяч рублей. Выступая в одной из колоний, Пригожин обещал заключённым в случае их гибели выплату компенсации их родным и доставку тела по указанному адресу. Журналисты Русской службы Би-би-си отмечали, что на попавшем на видео выступлении Пригожина перед заключёнными тот называл мародерство, наркотики и алкоголь «смертными грехами», однако, по информации из других колоний, без видеосъемки Пригожин, наоборот, говорил в духе «мы вам это не запрещаем, мы вам это гарантируем». В то же время за дезертирство он обещал расстрел на месте. Пригожин заявлял: «Никто не дает заднюю, никто не отступает, никто не сдается в плен… Тем, кто приезжает и в первый день говорит: „Куда-то я не туда попал“, мы делаем отметку „дезертир“, и после этого следует расстрел». Пригожин обещал заключённым три недели тренировок по 20 часов в день с четырьмя часами на сон, однако, согласно сопоставлениям дат вербовки и гибели на фронте и по сведениям заключённых, попавших в плен, в действительности подготовка шла около недели.
По утверждению источников Русской службы Би-би-си, такая агитация ЧВК «Вагнер» не нравилась некоторым сотрудникам ФСИН, так как некоторые заключённые переставали подчиняться администрации. При этом в СМИ сообщалось, что ЧВК «Вагнер» принудительно набирает заключённых на войну с Украиной.
В октябре 2022 года появилось ещё одно видео, на котором Пригожин встречался в госпитале с российскими заключёнными, принимавшими участие в войне с Украиной и потерявшими конечности в ходе боевых действий. Одному из них Пригожин сказал: «Раньше ты был нарушитель, а теперь — герой войны». Когда двое заключённых заявили, что после протезирования они готовы вернуться в группу Вагнера, Пригожин это одобрил, сказав: «Из ЧВК можно уехать только на пенсию по старости либо в цинковом гробу. Остальные все возвращаются».
В сентябре 2022 года Пригожин заявил: «те, кто не хотят, чтобы воевали ЧВК, заключённые, кто рассуждает на эту тему, кто ничего не хочет делать и в принципе кому эта тема не нравится, детей своих на фронт отправьте. Либо ЧВК и зэки, либо ваши дети — решайте сами». Эти слова были сказаны на фоне проходившей в России «скрытой мобилизации», когда губернаторы формировали региональные «добровольческие батальоны», а глава Чечни Рамзан Кадыров активно призывал глав регионов к «самомобилизации».
На вопрос о том, берут ли в ЧВК Вагнер из низших тюремных каст, Пригожин ответил: «Тюремные правила говорят о том, что с лицами с низким социальным статусом не надо здороваться, чифирить, брать у них какие-либо вещи в пользование, спать с ними в одном проходе или на одной шконке. То есть всё вышеперечисленные деяния являются „заподляковыми“, делать это западло. Остальные заключённые все вместе общаются и живут одним социумом, „петухи“ же — отдельно; ... жизнь во время [спецоперации] диктует новые условия, и не определено, в падлу ли подавать „петуху“ пулеметную ленту или перебинтовать раненого „гребня“. Для того чтобы избежать данных неудобств, мы не берём „петухов“ в ЧВК Вагнер». Из этой категории заключённых Пригожин посоветовал сформировать отдельную «петушиную дивизию» за рамками ЧВК «Вагнер».
«Медиазона» выяснила, что в конце 2022 года вагнеровцы провели вторую волну вербовки, но в этот раз желающих оказалось в несколько раз меньше. За отказ заключённым угрожали новыми уголовными делами. В то же время ФСИН отчиталась о том, что в колониях перестало сокращаться число заключённых.
В феврале 2023 года Евгений Пригожин заявил, что ЧВК Вагнера перестала вербовать заключённых.
Внутри ЧВК систему вербовки заключённых в колониях называли «проект К».

### Министерство обороны (отряды «Шторм»)

Эмблема отрядов «Шторм-Z»

Штурмовые отряды «Шторм-Z» изначально формировались из бывших заключённых силовиков, но с весны 2023 года фактически превратились в штрафные батальоны, укомплектованные осуждёнными и военнослужащими, находящимися на дисциплинарных взысканиях.
Позже туда стали попадать провинившиеся солдаты, пойманные на употреблении наркотиков и алкоголя, и те, кто отказывался выполнять приказы.
По данным издания «Важные истории» и других источников, российское Минобороны как минимум с сентября 2022 года вслед за ЧВК Вагнера начало вербовать заключённых на войну с Украиной. По сведениям издания, Минобороны РФ создавало спецотряд «Шторм», основу которого должны были составить осуждённые экс-сотрудники силовых ведомств, а вербовка проводилась в «красных» зонах. Согласно источникам журналистов, администрации колоний оказывали давление на заключённых, требуя от них согласиться на предложение Минобороны. Вербовщики из Минобороны посетили, в том числе, колонии Сибири и Дальнего Востока. Так, из ангарской колонии № 15 принудительно завербовали и увезли 400 заключённых.
При этом журналисты сообщали о конфликтных отношениях между Пригожиным и руководством Министерства обороны РФ.
В конце июня 2023 украинская сторона отметила использование Россией подразделений «Шторм-Z», составленных из бывших заключённых. Подразделение пришло в Донецкую область на смену отрядам ЧВК Вагнера. Российские пленные рассказали, что силы РФ применяют заградотряды для предотвращения отступления подразделений.
В отличие от вагнеровцев, бойцам «Шторм-Z» обещали оплату не наличными, а переводом на зарплатную карту и ежемесячно. В действительности, по данным журналистов, членам «Шторм-Z» отказывали в зарплате и выплате страховки при ранении, а сами бойцы отряда «Шторм-Z» жаловались на «отвратительное» отношение со стороны врачей и военных начальников. Семьи экс-заключённых не могли найти своих близких, так как в базе Минобороны они не числились. Отряды «Шторм-Z» в последнюю очередь получают снаряжение, огневую поддержку, пополнение и медицинскую помощь, при этом часто именно они возглавляют российские атаки на сложных направлениях.
По свидетельству мобилизованного, военных отправляли в «Шторм-Z» за провинности, а позже появилась практика принудительной отправки туда по несколько человек из каждого подразделения под предлогом наказания за проступки.
По данным картотеки Федеральной службы судебных приставов, бывшим заключённым из состава «Шторм-Z», заключившим контракт с Министерством обороны, судебные приставы полностью списывают долги по гражданским искам, неоплаченные кредитам и госпошлинам, несмотря на то, что законов, обязывающих это делать, нет.
Издание «Важные истории», основываясь на положении Минобороны РФ «О штурмовых ротах Z», отмечает основные данные о «Шторм-Z»:
- Основные задачи «спецконтингента» — штурмовые действия в городской застройке и на сложной местности.
- Заключённых из разных мест заключения нельзя смешивать между собой, а также с другими военнослужащими.
- Контракт заключается на полгода.
- На подготовку уходит 10-15 суток.
- Покинуть поле боя заключённый может только в случае тяжёлого ранения или смерти.
- Медицинская помощь «спецконтингенту» полагается только «в объёме само- и взаимопомощи». В сопроводительных документах на раненых и больных указывается «категория К» (позже в отряды "Шторм-Z" добавили группу медицинской эвакуации из трёх человек).
- В моргах трупы погибших заключённых и военнослужащих необходимо хранить отдельно.
- Командирам отрядов разрешено создавать заградотряды и конвои из военной полиции для бойцов из числа осуждённых. Разрешено расстреливать тех, кто попытается бежать с поля боя.
- После истечения контракта следует акт о помиловании, затем «доброволец» может заключить новый контракт или вернуться в Россию.

С сентября 2023 года заключённых стали записывать в подразделения с новым названием — «Шторм-V». Вместо помилования заключённые получают лишь «условное освобождение» (с юридической точки зрения эту процедуру нельзя назвать условно-досрочным освобождением), а служить их отправляют до конца войны, таким образом они воюют на тех же условиях, что и обычные контрактники и мобилизованные, которым тоже не позволяют вернуться домой. То, что раньше бывшие заключённые возвращались через полгода, возмущало многие семьи мобилизованных. Примечательно, что норма об «условном освобождении» позволила поехать на фронт тем заключённым, которых раньше брать туда отказывались (например осуждённых по статье о развратных действиях в отношении несовершеннолетних).

### Российские оккупационные власти на Украине
По данным издания «Новая газета. Европа», заключённым, отбывающим наказание на оккупированной российскими войсками территории Херсонской области Украины, осенью 2022 года российские оккупационные власти предлагали вступить в «добровольческий батальон „Маргелов“». Фонд «Русь сидящая» сообщал, что пленным украинцам в Горловке предлагают подписать отказ от обмена ради свидания с родственниками и предлагают некое помилование. После этого пленным без помилования выдают российский паспорт и вынуждают идти в одну из трёх ЧВК: группу Вагнера, «батальон имени Богдана Хмельницкого» или «партизанский отряд Ковпака».

### Вербовка женщин
По словам основательницы правозащитного проекта «Русь сидящая» Ольги Романовой, на оккупированных территориях Украины шла активная вербовка заключённых женщин. Их вербуют и в колониях на юге России. По мнению Ольги Романовой, заключённые женщины, в отличие от мужчин, крайне подвержены пропаганде и идут воевать даже охотнее. Женщины воюют в подразделениях штурмовиков (отдельно от мужчин, хотя содержат их вместе). Многие из них имеют позывной «Волчица». По данным «Важных историй» Минобороны России проводило вербовку заключённых женской колонии № 2 в посёлке Ульяновке, предлагая контракт на один год, в том числе в качестве снайперов и штурмовиков.

## Участие в боевых действиях
К сентябрю 2022 года, согласно данным издания «Важные истории», ЧВК Вагнера завербовала не менее 5786 российских заключённых, при этом по меньшей мере 2036 из них уже были отправлены в зону боевых действий. По данным правозащитников Gulagu.net, российский президент Владимир Путин поручил Пригожину завербовать около 20 тысяч осуждённых.
По словам главы фонда «Русь Сидящая» Ольги Романовой, в боях на Украине заключённые гибнут целыми подразделениями. По её словам, заключённых бросают в бой первыми, где они массово гибнут, имея крайне плохую военную подготовку. По её мнению, профессиональные «вагнеровцы» вовсе не заинтересованы в выживании подразделений из заключённых, за которыми бойцы ЧВК Вагнер располагают настоящие заградотряды.
При этом в интернете появлялись видео, где лица, которые представляли себя как завербованных заключённых из колоний № 7 и 9 Новгородской области, якобы из района боевых действий, выступали с видеообращением к своим землякам, говоря, что у них «всё хорошо, всё отлично, двигаемся вперёд».
25 октября 2022 года ГУР Украины заявило, что ЧВК Вагнера начало вербовать на войну заключённых с тяжёлыми инфекционными заболеваниями, такими как ВИЧ-инфекция и гепатит C. По утверждению украинской разведки, бойцы с ВИЧ-инфекцией обязаны носить красные браслеты, а носители гепатита C — белые. ГУР Украины утверждало, что бойцы с такими заболеваниями уже попадали в украинский плен. По данным украинских военных, участие в боевых действиях таких бойцов создавало напряжение в российских силах, а врачи отказывались помогать раненым с такими заболеваниями.
В декабре 2022 года разведка Великобритании описала «жестокую тактику» ЧВК Вагнера во время боев за Бахмут. По её данным, «ЧВК Вагнер» использовала большое количество плохо обученных осужденных, чтобы сберечь своих опытных бойцов и бронетехнику, при этом «отдельным бойцам, вероятно, выдают смартфоны или планшеты, показывающие определённую для лица ось продвижения и цель нападения, наложенные на коммерческие спутниковые изображения. На уровне взводов и выше командиры, вероятно, остаются в укрытиях и отдают приказы по рациям, получая информацию с помощью видеосигналов малых беспилотных летательных аппаратов». Согласно утверждениям британской разведки, бойцам ЧВК Вагнера, отклонившимся от пути наступления без разрешения, «скорее всего грозит расстрел».

### Оценки численности
В ноябре 2022 года издание «Медиазона» выяснило, что количество заключённых в российских тюрьмах сократилось на 23 тысячи за сентябрь и октябрь 2022 года, при этом журналисты отмечали, что даже самая массовая за последние годы амнистия освободила меньшее число человек за столь короткое время. Это число совпадает с оценкой основательницы «Руси сидящей» Ольги Романовой. По итогам всего 2022 года сокращение составило 32 тысячи человек. По оценкам журналистов, на фронт попадали две трети «выбывших» осуждённых.
В декабре 2022 года представитель Совета национальной безопасности США Джон Кирби заявил, что численность бойцов ЧВК Вагнер на Украине могла достигать 50 тысяч человек, из них около 40 тысяч — бывшие заключённые.
По данным фонда «Русь сидящая» на конец декабря 2022 года, были завербованы 42-43 тысячи. Из них на фронте воюют 10 тысяч, потому что все остальные убиты либо ранены, пропали без вести, дезертировали, сдались в плен.
В 2023 году, судя по данным, озвученным замминистра юстиции РФ Всеволодом Вуколовым, сокращение количества заключённых в местах лишения свободы уже составило более 54 тысяч человек.
В июне 2024 года Русская служба Би-би-си и «Медиазона», изучая номера жетонов погибших заключённых, выяснили, что ЧВК «Вагнер» завербовала из колоний не менее 48 366 человек.

### Потери
Журналистское расследование издания The Insider на основе публично доступных документов пришло к выводу, что к началу ноября 2022 года в войне с Украиной погибло более 500 заключённых, завербованных ЧВК Вагнера. Полное число погибших неизвестно. В январе 2023 года русская служба Би-би-си совместно с изданием «Медиазона» по открытым данным установила имена более 450 убитых осуждённых, и их число быстро увеличивалось.
На 8 августа 2025 года в открытых источниках было найдено уже 17 670 имён погибших заключённых (14 % установленных потерь российской стороны), и полное их количество оценивается как значительно большее. В июне 2024 года русская служба Би-би-си и «Медиазона» сообщили о получении полного списка погибших вагнеровцев, среди которых заключёнными были 17 175. Это составляло 88 % погибших вагнеровцев и 35 % уехавших на фронт заключённых.
В ноябре 2022 года власти Замбии заявили, что на войне на Украине 22 сентября погиб 23-летний гражданин этой страны, который отбывал заключение в российской тюрьме. Глава МИД Замбии Стэнли Какубо заявил: «В связи с этим крайне печальным развитием событий правительство Замбии потребовало от российских властей срочно предоставить информацию об обстоятельствах, при которых замбийский гражданин, отбывавший тюремный срок в Москве, мог быть завербован на войну в Украине и после этого погиб». Русская служба Би-би-си отмечала, что это был первый известный случай такого рода.
В декабре 2022 года Пригожин подтвердил, что вагнеровцы хоронят своих убитых в станице Бакинской Краснодарского края, находящейся вблизи хутора Молькин. Аналогичные, но меньшие, массовые захоронения вагнеровцев есть под Луганском, в посёлке Фряново Московской области и около города Берёзовский Свердловской области. На первых трёх кладбищах захоронены в основном заключённые.
В декабре 2022 года представитель Совета национальной безопасности США Джон Кирби заявил, что в боях под Бахмутом за несколько недель могли погибнуть около тысячи бойцов ЧВК «Вагнера», из которых примерно 90 % могли быть бывшими заключёнными.
В июле 2023 года источники в самой группе Вагнере сообщали, что через ЧВК прошло 78 тысяч бойцов, из них 49 тысяч — заключённые. На момент взятия Бахмута (20 мая) убито было 22 тысячи, ранено 40 тысяч.

## Инциденты

### Убийство Евгения Нужина
13 ноября 2022 года телеграм-канал, аффилированный с ЧВК «Вагнер», опубликовал видео с расправой над заключённым Евгением Нужиным, в котором тому разбивают голову кувалдой. Евгений Нужин был завербован в ЧВК в одной из российских тюрем, где отбывал наказание за убийство, и отправлен в Украину. В начале сентября он сдался в плен. Владелец ЧВК Евгений Пригожин назвал видеозапись убийства «прекрасной режиссёрской работой», добавив, что убийство было «справедливым».
По словам Ольги Романовой, на конец осени 2022 года было зафиксировано более 50 бессудных убийств заключённых.
В декабре 2022 года Русская служба Би-би-си писала, что, по словам заключённых и их родственников, группа «Вагнер» практиковала и другие внесудебные казни дезертиров и провинившихся, в том числе с использованием кувалды. Так, один заключённый рассказал журналистам, что ему и группе других заключённых вербовщики ЧВК «Вагнера» показывали короткое видео на своём планшете. По словам собеседника Русской службы Би-би-си, «он там говорит — я, такой-то, предатель и петушара, бросил своих товарищей на передовой — и дальше в затылок ему стреляют». Другой заключённый рассказал, что ему показывали схожее видео, но с повешением человека на железной балке.

### Прочие
По данным фонда «Русь сидящая», заключённые начали дезертировать «со страшной силой» осенью 2022 года. Многие из них бежали обратно в Россию, взяв с собой оружие.
- 6 декабря 2022 года мужчина в камуфляже без опознавательных знаков обстрелял патруль полиции в Новошахтинске Ростовской области. Один сотрудник МВД был ранен[83][84]. По информации издания Baza, стрелявшим оказался дезертировавший заключённый, завербованный в «ЧВК Вагнер»[85]. Пресс-служба Евгения Пригожина заявила, что будет проведено расследование о причастности нападавшего к частной военной компании[86]. После задержания на вопрос журналистов о причинах стрельбы в сторону сотрудников полиции мужчина ответил, что перепутал их с украинскими военными. Он также подтвердил, что был в составе ЧВК «Вагнер». 38-летний мужчина был судим за совершение кражи и разбоя, сообщали в Следственном комитете. Baza сообщила, что его завербовали, когда он отбывал срок в уфимской ИК-4[87].
- В конце декабря в Ростовской области шестеро осуждённых наёмников сбежали с оружием из учебного центра в Краснодонском районе Луганской области[88].
- В ночь с 28 на 29 апреля 2023 года в районе станицы Березанской Выселкового района были убиты аниматоры, остановившиеся на трассе М4 «Дон», направлявшиеся из станицы Крыловской, где проводили мероприятие, домой в Усть-Лабинск. Главарь банды убийц Демьян Кеворкьян в 2016 году был приговорён к 18 годам лишения свободы, но отбыл всего 6 лет наказания, после чего в составе ЧВК «Вагнер» принимал участие во вторжении России на Украину, а после истечения срока контракта был отпущен[89].

## Правовые основания привлечения заключённых к участию в войне
Изначально никакого правового механизма для привлечения заключённых к участию в боевых действиях в России не существовало. В сентябре 2022 года журналисты Радио «Свобода» отмечали, что официально нигде не публиковалось никаких указов и распоряжений о допуске заключённых из российских колоний к участию в конфликте на Украине.
В сентябре 2022 года российский правозащитник Лев Пономарёв заявлял, что набор в армию из числа заключённых грубейшим образом нарушает законодательство Российской Федерации. По его словам, российская власть обычно принимает «специальные» законы и меняет Конституцию, чтобы создать хотя бы «видимость соблюдения законности», однако в данном случае не было сделано даже это. По мнению Пономарёва, такая политика ведёт к «развалу государства» и ухудшит криминальную обстановку в России.
Директор Сахаровского центра Сергей Лукашевский заявлял, что заключённые не были помилованы или условно освобождены. «Они как будто бы остаются в прежнем статусе, но при этом им выдаётся в руки оружие» — отмечал Лукашевский. По его словам, это «означает, что российская армия испытывает кадровый голод такого уровня, что приходится идти на беспрецедентные в мирных условиях меры. Причём всё делается в такой спешке, что нет времени даже через Госдуму протащить некий нормативный акт, который хоть как-то регулировал бы это безобразие».
В сентябре 2022 года шесть членов российского Совета по правам человека направили своё обращение генеральному прокурору РФ Игорю Краснову с требованием дать правовою оценку вербовки заключённых в тюрьмах для участия в боевых действиях на Украине. Член СПЧ Наталия Евдокимова в интервью Deutsche Welle рассказала, что когда она узнавала о вербовке российских заключённых, то «была в шоке и сказала журналистам, что этого не может быть, потому что не может быть никогда. Нет оснований для того, чтобы людей, находящихся в заключении, освобождать из мест, где они отбывают свой срок». Она заявила, что в законодательстве Российской Федерации существует всего три способа досрочного освобождения из заключения: помилование президентом, амнистия и условно-досрочное освобождение, для которого требуется решение суда. Также Евдокимова отмечала, что Пригожин при общении с заключёнными «открыто, в какой-то эйфории, обещает расстреливать» их «в случае чего». Правозащитница отмечала, что в России «даже в виде плохого судебного решения не может быть смертной казни», так в стране действует мораторий на смертную казнь, поэтому заявления Пригожина выглядят как угроза «внесудебной расправы». Всю эту ситуацию Евдокимова назвала «незаконной и аморальной» как со стороны тех, кто вербовал заключённых, так и со стороны тех сотрудников ФСИН, которые допустили на территорию исправительных учреждений Пригожина.
В сентябре 2022 года юристы, с которыми общалась Русская служба Би-би-си, отмечали, что без давления со стороны «серьезного административного ресурса» руководство колоний не смогло бы даже запустить на свою территорию представителей ЧВК, а тем более разрешить вывезти оттуда заключённых. Один из собеседников Би-би-си предположил, что начальство колоний получают от вышестоящих органов власти письменные указания, ведь «любой сотрудник ФСИН понимает, что сегодня у него забрали заключённого, а завтра спросят, где он». Согласно данным Telegram-канала SOTA, вывоз заключённых из колоний оформляется как «этапирование для производства следственных действий» по линии Следственного комитета или ФСБ, сотрудники которых задействованы на оккупированных украинских территориях.
Участие в войне помогало освободиться от наказания не только тем, кто уже сидел в колониях. После объявления мобилизации суды по всей России массово стали давать отсрочку от исполнения приговора мужчинам, осуждённым на обязательные и исправительные работы, если осуждённый давал согласие ехать на фронт. Гораздо мягче прокуратура и ФСИН стали относиться и к нарушениям административного надзора в отношении воюющих.

### Легализация
В сентябре 2022 года Курултай Башкирии инициировал поправку к Уголовному кодексу РФ, которая дала бы возможность осужденным легально участвовать во вторжении на Украину. Башкирские депутаты предлагали каждый день на фронте осужденным засчитывать как десять дней в заключении. Запретить участвовать в боевых действиях депутаты предлагали осужденным за изнасилования, терроризм, захват заложников и «распространение фейков о ВС РФ». Законодатели Башкирии сочли, что их законопроект позволит «укрепить обороноспособность страны и восстановить социальную справедливость». Инициаторы поправки заявляли, что «необходимость проекта о штрафбатах» объясняется «заботой о мобилизованных», которых «отрывают от производств и семей». Поправку предлагалось внести в ст. 82.2 УК РФ — об отсрочке отбывания наказания в связи с участием в нападении на Украину и «других военных действиях в целях защиты интересов РФ». Минимальный срок участия в боевых действиях предлагалось установить в три месяца, но для пожизненно заключённых — не менее года. В случае отказа от участия в боевых действиях осуждённый должен вернуться в место лишения свободы.
В октябре 2022 года российские сенаторы Совета Федерации Андрей Клишас и Ольга Ковитиди разработали свой законопроект о помиловании заключённых за участие в боевых действиях. Ковитиди в своём Telegram-канале написала: «Если осужденный проявит мужество и героизм при исполнении воинского долга, добросовестное отношение к исполнению обязанностей военной службы и тем самым докажет своё исправление, то по представлению командования суд может освободить его от отбывания наказания или оставшейся части наказания, сняв судимость либо заменив оставшуюся часть наказания более мягким видом наказания». По словам Ковитиди, под действие законопроекта должны были попасть заключённые, отбывающие наказание за преступления «небольшой и средней тяжести», однако за исключением осужденных по статьям за призывы к участию или участие в массовых беспорядках, нарушение правил проведения митинга, дискредитацию вооружённых сил и фейках про армию, пропаганды нацистской символики и призывы к санкциям против России. Ковитиди заявляла, что её законопроект «устранит пробел в действующем законодательстве» и позволит заключённым «защищать интересы своего Отечества».
4 ноября 2022 года российский президент Владимир Путин подписал закон, отменяющий запрет на призыв по мобилизации граждан, имеющих неснятую или непогашенную судимость за совершение тяжкого преступления. В результате чего отправлять на войну стало возможно отсидевших за убийства, грабежи, разбой и наркоторговлю.
По словам журналистки и члена президентского Совета по правам человека Евы Меркачёвой, завербованных заключённых освобождали с 5 июля 2022 года тайным указом президента о помиловании. Пресс-секретарь президента Дмитрий Песков, отвечая на вопрос Русской службы «Би-би-си», сказал: «Я не могу ничего говорить об указах. Вы знаете, что существуют указы открытые, существуют указы с грифом секретности, поэтому об указах я ничего не могу говорить. Но я действительно могу подтвердить, что вся процедура помилования осуществляется в строгом соответствии с российским законодательством».
В июне 2023 года Верховный суд РФ постановил, что участие в войне с Украиной может служить основанием для освобождения преступников от наказания «в связи с изменением обстановки».

## Награды и освобождение
К письмам за подписью Андрея Трошева (одного из руководителей ЧВК Вагнера) с соболезнованиями семьям погибших прилагалась посмертная медаль «За отвагу».
31 декабря 2022 года Путин посетил штаб Южного военного округа. Там он вручил ордена и медали военнослужащим, среди них был Айк Арсенович Гаспарян, завербованный из колонии строгого режима.
Зафиксированы случаи похорон с почестями.
5 января 2023 года Пригожин заявил, что участники первой группы завербованных заключённых завершили полугодовой контракт и получили помилование. Один из них опубликовал документ, согласно которому он находится «в отпуске».
Как выяснила «Вёрстка», приставы списывают долги экс-заключённых из отрядов Минобороны, хотя закон этого не требует.
Структуры Росгвардии как минимум с августа 2023 года начали принимать на работу бывших наёмников ЧВК «Вагнер» из числа заключённых, получивших помилование и совершившие преступления небольшой и средней тяжести.
С начала 2023 года началась практика секретного помилования заключённых принявших участие в войне против Украины. После подписания указа о помиловании, заключённых отпускают на свободу, несмотря на тяжесть их преступлений, таким образом большинство деяний осуждённых фактически остались безнаказанным. Также помилования за войну получили ещё как минимум 17 человек, совершивших резонансные убийства. Некоторые из них, после помилования, совершили новые преступления, в том числе тяжкие.
Журналисты отмечали многочисленные случаи, когда заключённых, воевавших в Украине, отпускали на свободу, несмотря на тяжесть их преступлений. В конце июня 2023 года Евгений Пригожин заявил, что в Россию с фронта вернулись 32 тысячи бывших заключённых. После мятежа ЧВК «Вагнер» оставшиеся наёмники из колоний были распущены по домам. Вместе с тем появляется всё больше механизмов освобождения самих военных от уголовной ответственности.

## Последствия
По данным зампреда комитета Госдумы по госстроительству и законодательству Ирина Панькиной, в середине 2023 года число заключённых в российских тюрьмах сократилось до «исторического минимума» после отправки заключённых на войну и составляет 400 тысяч. человек. В результате массовой вербовки заключённых, российские тюрьмы остались без рабочей силы, так, в 2022 ФСИН резко сократил объём заготовки леса, производство упало на 31 % год к году, до 1,27 млн кубометров, что стало самым низким показателем за последние пять лет.
Вернувшись с войны, бывшие заключённые снова стали совершать преступления. В 2022 году в России впервые за 20 лет выросло число убийств и покушений на убийство. Среди причин роста насилия — возникающий у участников боевых действий и пострадавших гражданских лиц синдром посттравматического стрессового расстройства (ПТСР).
За 2,5 года с начала войны (к сентябрю 2024) 246 помилованных или условно освобождённых, а также 180 прочих военнослужащих, вернувшись из Украины, совершили как минимум 211 смертельных преступлений: минимум 242 человека погибли, а ещё 227 получили тяжёлые увечья. Бывшие заключённые убивали чаще, чем остальные военные и чаще убивали женщин.

### Резонансные случаи
- Владислав Канюс[123], летом 2022 году приговорён к 17 годам колонии строгого режима за убийство с особой жестокостью: в 2020 году Канюс несколько часов избивал 23-летнюю Веру Пехтелеву после того, как она решила с ним расстаться, нанеся ей более 100 травм и ножевых ранений[124][125][126]. В мае 2023 года был завербован на участие в войне, помилован 27 апреля 2023 года[127][128][129][130].
- 6 августа 2019 года братья Александр и Владислав Коробенковы приговорены к 19 годам колонии строгого режима за убийство и изнасилование Марии Нечётной. Братья изнасиловали Марию и нанесли ей около 60 ударов битой в область головы. Владислав Коробенков был завербован в ЧВК Вагнер, помилован и освобождён в октябре 2022 года[115][131].
- В 2019 году к 18 годам колонии приговорили братьев Владимира и Евгения Татаринцевых за убийство Яны Болтынюк в 2014 году[115][132]. Братья изнасиловали, задушили наушниками девушку, а тело сожгли на костре. Евгений Татаринцев, отсидев 2,5 года, провёл полгода на войне в составе ЧВК Вагнер и получил помилование[133]. Вернулся в Калугу, проживает рядом с матерью убитой им девушки, ведёт асоциальный образ жизни[134][135][136].
- Николай Оголобяк, сатанист из Ярославля, приговорён в 2010 году к 20 годам колонии за ритуальное убийство четырёх подростков[137][138]. Оголобяк будучи лидером секты, совершил ритуальное убийство, тела жертв были расчленены, отрезанную грудь, сердце и язык убийцы зажарили и съели[139][140], также сектанты устраивали погромы на кладбищах, расчленяли животных[141][142]. Служил в отряде «Шторм Z»[113], получил ранение, был помилован, вернулся в Ярославль 2 ноября 2023 года, проживает с матерью в Дзержинском районе[143][144].
- Денис Зубов («маньяк-расчленитель»), в период с 2013 по 2014 год совершил 3 убийства[145], в середине 2016 года был задержан, а в 2017 году был приговорен к 21 году лишения свободы[146]. Впоследствии заключил контракт с ЧВК, погиб 20 апреля 2023 года, похоронен в Волгограде[147][148].
- Денис Горин («анивский людоед»), в 2003 году приговорён за первое убийство к 9 годам и 11 месяцам лишения свободы, в 2013 году был приговорён к 20 годам и 10 месяцам лишения свободы, вскоре Горин признался еще в одном убийстве и был приговорён к 22 годам лишения свободы. В начале 2023 года заключил контракт с ЧВК, воевал в отряде «Шторм Z», в ноябре 2023 года был отправлен в госпиталь, где проходил лечение после ранения[149][150].
- Павел Шувалов («тулунский маньяк»), в 2021 году приговорён к 24 годам строгого режима[151]. Шувалов в период с 1992 по 2019 год совершил 27 изнасилований и два убийства[152][153]. В апреле 2023 года заключил контракт с ЧВК, прибыл на фронт 6 мая, погиб 29 мая под Луганском, тело обнаружить не удалось[154][155][156].
- Сергей Хаджикурбанов, организатор убийства журналистки Анны Политковской[157]. Должен был освободиться в 2034 году, попал на войну в конце 2022 года, помилован, награждён орденом Мужества[113][158].
- Вадим Техов, на фоне ревности, убил бывшую супругу, 22-летнюю Регину Гагиеву в сентября 2019 года, напав на неё с ножом в офисе[159]. В сентябре 2022 года завербовался в ЧВК Вагнер. В ноябре был задержан на оккупированной территории за хранение наркотиков[113][160][161]. В мае 2023 года амнистирован, вернулся во Владикавказ[162][163][164]
- Житель Новодвинска Вячеслав Самойлов в апреле 2022 года был приговорён к 9 годам и 7 месяцам за убийство 33-летней сожительницы, финалистки всероссийского конкурса красоты Ольги Шляминой[165]. Самойлов расчленил тело ножовкой и спрятал фрагменты тел. Пробыл около трёх месяцев на фронте, получил ранение, помилован, вернулся домой[117][166][167].
- В феврале 2023 года осуждён на 20 лет лишения свободы Артем Бучин за убийство и изнасилование 23-летней медсестры Татьяны Рекутиной в городе Чусовой[168]. Бучин изнасиловал девушку, а потом нанёс ей множественные удары камнем по голове от которых она скончалась[169]. Пробыв полгода в колонии, в августе 2023 года, завербовался на войну, в октябре получил ранение, был помилован и вернулся в Чусовой[117][170][171][172]. В конце августа 2024 года задержан, подозревается в убийстве женщины и её семилетней дочери[173][174].
- Волгоградец Арсен Мелконян, до смерти избил риелтора Романа Гребенюка после конфликта с его сестрой в родительском чате, осуждён в марте 2022 года к 11 годам лишения свободы. После участия в войне, в апреле 2023 года, вернулся домой[115][117][175]. В мае 2023 года арестован по подозрению в угрозах убийством судье, своей семье, несовершеннолетней дочери и семье погибшего Гребенюка[176][177][178][179].
- Житель Читы Цырен-Доржи Цыренжапов задушил 18-летнюю Екатерину Скворцову, расчленил её, голову выкинул с балкона, а части тела выбросил в реку. В 2020 году приговорён к 14 годам колонии строго режима. После участия в войне вышел на свободу. В сентябре 2023 году арестован по подозрению в убийстве 22-летней девушки во время ссоры, в марте 2024 года приговорён к 14 годам колонии строгого режима за повторное убийство[180][181][182].
- Алексей Серов, завербовался в ЧВК «Вагнер» в конце 2022 года из колонии в Удмуртии, где с 2018 года отбывал 12-летний срок за убийство. После участия в войне был помилован. В апреле 2024 года, в городе Никольское, задушил и расчленил свою 20-летнюю знакомую после бытовой ссоры[183][184][185].
- Житель Кировской области Иван Россомахин в 2020 году приговорён к 14 годам колонии строгого режима за убийство[113]. Завербовался в ЧВК Вагнер, в 2023 году вернулся домой. Вёл асоциальный образ жизни и спустя неделю после возвращения снова совершил убийство: в родном селе зарезал 85-летнюю Юлию Буйских[186][187][188][189].
- В 2003 году житель Нижнего Тагила Евгений Дудров с пособниками похитил 16-летнего подростка Дмитрия Чебыкина, потребовав выкуп у родителей, не получив денег, задушил школьника. Убийство раскрыли спустя 16 лет, в 2021 году Дудров осуждён на 12 лет колонии[190]. Завербовался в ЧВК Вагнер, в 2023 году помилован, вернулся в Нижний Тагил[117][191][192].
- В 2019 году двое жителей Новосибирской области Дмитрий Фурсов и Станислав Белоусов, под видом покупки автомобиля, задушили 34-летнюю Ирину Синельникову[116]. В 2021 году приговорены к 21 и 18 лет колонии строго режима соответственно[193]. В 2023 году оба вышли на свободу, получив ранение и выплаты в «ЧВК Вагнер»[194][195][196].
- Станислав Богданов, в 2013 году осуждён к 23 годам колонии за убийство мирового судьи по Новгородской области Сергея Жиганова кочергой[197]. Завербовался в ЧВК Вагнер в июле 2022 года, пробыл на фронте 8 дней, попал под обстрел и потерял ногу, помилован[115][198][199].
- Саид-Хусейн Ямадаев, сын политика Руслана Ямадаева, с 2016 года отбывал наказание за ряд преступлений, должен был выйти на свободу в 2026 году[200]. В начале 2023 года завербовался в ЧВК «Вагнер», погиб в апреле 2023 года[201][202][203].
- Дмитрий Карягин, в январе 2014 года в Казани убил свою 87-летнюю бабушку, ветерана Великой Отечественной войны[204]. Уговорив её продать квартиру, убил ударом молотком по голове и спрятал тело. В июне 2016 года приговорён к 14,5 года колонии строгого режима[205]. Завербовался в ЧВК Вагнер, в начале 2023 года был помилован[206][207][208].
- Дмитрий Зеленский, в 2018 году, в Губахе, задушил свою девушку Татьяну Мелехину. Для сокрытия преступления расчленил тело девушки, измельчил в мясорубке и сварил кости, методично избавляясь от частей тела жертвы[209][210]. В 2019 году приговорён к 11 годам колонии строгого режима. В ноябре 2022 года завербовался в ЧВК Вагнер. Получил помилование в июле 2023 года. Проживет в аннексированной Луганской области или Анапе[211][212][213].
- Роман Лазарчук, в 2014 году приговорён к 17 годам колонии за двойное убийство, Лазарчук облил мать и сестру бензином, часть которого попала в печь, дом загорелся, женщины погибли. В сентябре 2022 года Лазарчук завербовался в ЧВК Вагнер, в декабре погиб под Бахмутом. Награждён медалью «За отвагу»[214][215].
- Сергей Молодцов, в 2017 году приговорён к 10 годам колонии за умышленное причинение тяжкого вреда здоровью, повлёкшее по неосторожности смерть человека[216]. В результате ссоры забил до смерти свою мать. Завербовался в ЧВК Вагнер, погиб, похоронен с воинскими почестями в январе 2023 года[217][218][219].
- Марк Нарцев в 2018 году был приговорён к 14 годам лишения свободы за убийство в ходе ссоры на почве ревности бойца спецназа ГРУ Владимира Колесникова. В 2022 году он завербовался в ЧВК «Вагнер», погиб в январе 2023 года, похоронен в Волгограде[220].
- Максим Бархатов, пятикратный чемпион мира и двукратный чемпион Европы по пауэрлифтингу. В мае 2022 года был приговорён к 6 годам заключения и штрафу в 580 тысяч рублей за взятки в особо крупном размере, в начале 2023 года вступил в ЧВК «Вагнер», погиб в апреле 2023 года под Бахмутом.
- Алексей Бугаев, футболист. 24 сентября 2024 года был приговорён к 9,5 годам лишения свободы за хранение наркотиков, сразу после оглашения приговора заключил контракт с Министерством обороны, погиб в декабре 2024 года.

### Санкции
9 декабря 2022 года Канада внесла ФСИН в санкционные списки из-за «грубых нарушений прав человека». Ранее директор ФСИН Аркадий Гостев также был внесён в санкционные списки Канады и Великобритании за вербовку заключённых в ЧВК «Вагнер».